# Gaziosmanpaşa
 (avril 2023).
Si vous disposez d'ouvrages ou d'articles de référence ou si vous connaissez des sites web de qualité traitant du thème abordé ici, merci de compléter l'article en donnant les références utiles à sa vérifiabilité et en les liant à la section « Notes et références ».

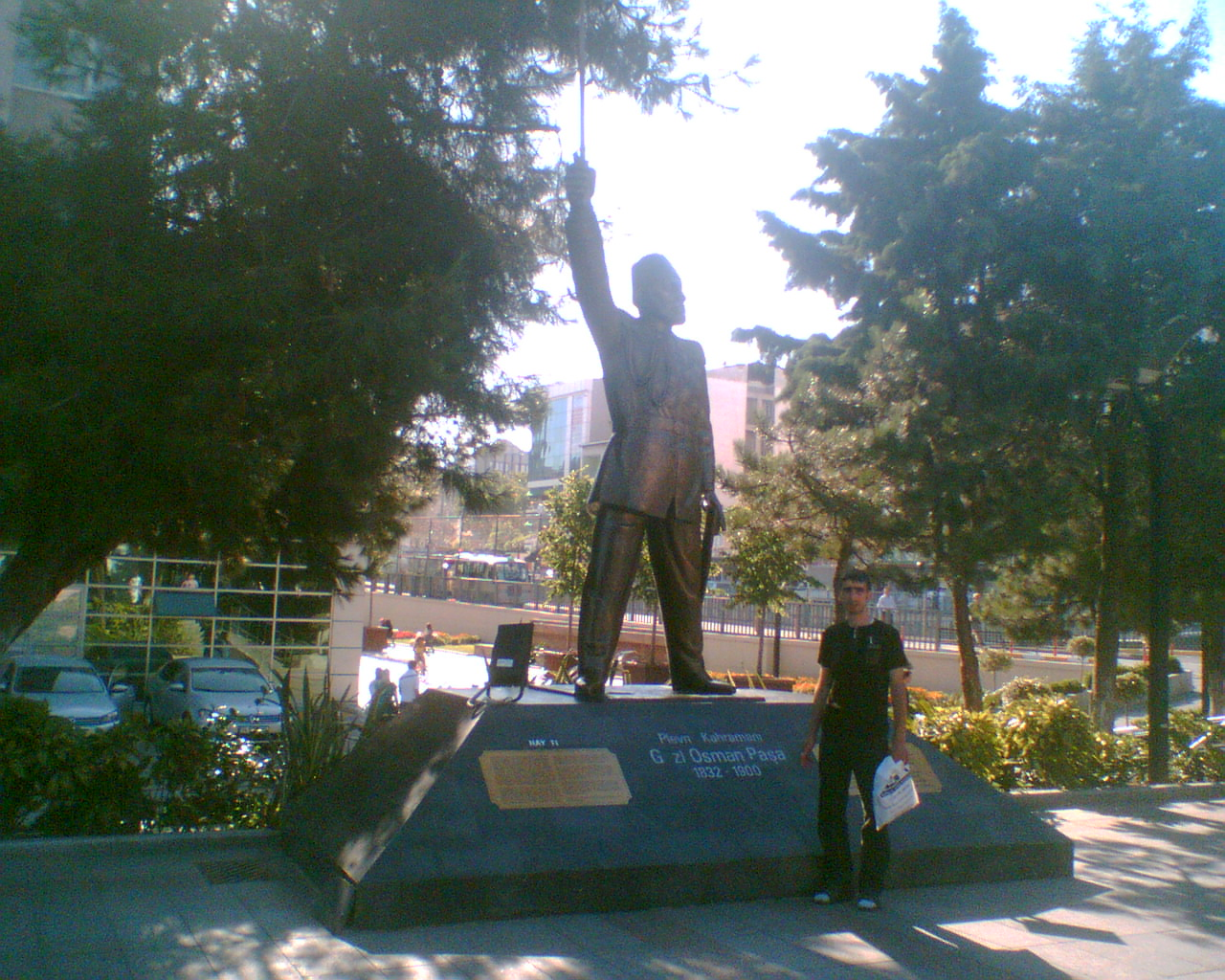
Statue d’Osman Pasha à Gaziosmanpaşa

Gaziosmanpaşa (ancien nom: Taşlıtarla) est l'un des 39 districts de la ville d'Istanbul, en Turquie, sur la rive européenne du Bosphore. Avec une population de plus d'un million de personnes, c'est un des districts les plus peuplés[De quoi ?]. Sa superficie, extrêmement étendue, est de 217.

## Histoire
Le nom du district vient de Gazi Osman Pacha, un célèbre général Ottoman qui fut actif dans les Balkans. La zone était vide jusqu'aux années 1950 qui virent l'arrivée d'immigrants des Balkans. Gaziosmanpaşa s'étendit rapidement durant les années 1970 et 1980 à cause de l'afflux de population venue de l'est de l'Anatolie. La population continue d'augmenter.

## Personnalités
- Ersin Destanoğlu, footballeur professionnel turc, est né à Gaziosmanpaşa.
- Rıdvan Yılmaz, footballeur professionnel turc, est né à Gaziosmanpaşa.
- Didem Kinali , danseuse orientale, mannequin et chanteuse turque, a grandi à Gaziosmanpaşa.
- Semih Kılıçsoy, footballeur professionnel turc, est né à Gaziosmanpaşa.

## Population
Selon le recensement national de 1990, le centre du district a une population jeune : les moins de 20 ans forment presque la moitié de la population totale. Selon le même recensement, le taux d'alphabétisation de la population de plus de six ans dans le centre du district est de 88,1 %. 81,3 % des personnes qui pouvaient lire et écrire ont terminé leurs études dans un établissement d'enseignement ; 75,7 % de ceux-ci ont terminé l'école primaire, 12,9 % l'école secondaire, 9,2 % le lycée et 2,2 % une institution d'enseignement supérieur.
| Année      | 1935  | 1940  | 1945  | 1950  | 1955   | 1960   | 1965   | 1970    | 1975    | 1980    | 1985    | 1990    | 1997    | 2000    | 2007      | 2008      | 2009      |
| ---------- | ----- | ----- | ----- | ----- | ------ | ------ | ------ | ------- | ------- | ------- | ------- | ------- | ------- | ------- | --------- | --------- | --------- |
| Population | 3 847 | 4 720 | 5 640 | 5 407 | 18 049 | 65 351 | 90 855 | 126 509 | 161 930 | 220 439 | 291 715 | 393 667 | 649 648 | 762 138 | 1 013 048 | 1 150 588 | 1 417 405 |

Le centre de Gaziosmanpaşa est encore habité par les descendants des immigrants des Balkans des années 1950 et 1960.